# Бегалинський сільський округ
Бегали́нський сільський округ (каз. Бегалы ауылдық округі, рос. Бегалинский сельский округ) — адміністративна одиниця у складі Хобдинського району Актюбінської області Казахстану. Адміністративний центр та єдиний населений пункт — село Бескудик.
Населення — 1000 осіб (2021; 1303 у 2009, 1670 у 1999, 1875 у 1989).
Станом на 1989 рік існувала Калиновська сільська рада (село Калиновка). 1999 року Калиновський сільський округ перейменовано в сучасну назву.